# 普列戈
普列戈，是西班牙卡斯蒂利亚-拉曼恰昆卡省的一个市镇。总面积80平方公里，总人口994人（2001年），人口密度12人/平方公里。